# Orfeo toolbox
Orfeo Toolboxはリモートセンシング画像処理用ライブラリである。
2006年にフランス国立宇宙研究センターが開発し、フリーソフトウェアライセンスのCeCILL （GPLと類似し、互換性がある）として公開しており、オープンソースコミュニティは成長し続けている。
衛星画像の使用に必要な全てのツールを実装し利用者に提供することを目標として掲げている。
実装しているライブラリは、プレアデス衛星やCOSMO-SkyMedのみならず、多様な検知装置が取得した高解像度の画像を対象としている。
Linux、Mac OS X、Windowsなど複数のプラットフォームにて徹底的に検証されており、
ほとんどの機能は、大容量の画像（4GB以上）を処理の際にストリーミングにてし、可能な限り頻繁にマルチコアプロセッサを活用している。
ライブラリの他にもGUI経由で、セグメント化、オルソ補正、分類、画像レジストレーション (印刷・映像)などいくつかのアプリケーションが利用できる。
Ohlohの調査によると、41人の貢献者による合計26万行近くのコード（開発開始時に提供された多くのライブラリを含む）で構築されている。

## 主な機能[3]
- イメージアクセス：GDALを使用し、ほとんどのリモートセンシング画像フォーマットの読み書きに対応、メタデータアクセス[4]
- データアクセス：ベクタデータ（シェープファイル、KML）、数値標高モデル、LIDAR[5]
- フィルタリング：ぼかし、ノイズ除去、光学またはレーダーデータ用改良処理[6]
- 画像分割：領域拡張、集水域、等位集合[7]
- 分類：K平均法、サポートベクターマシン、マルコフ確率場、その他すべてのOpenCV機械学習アルゴリズム
- 検出変更[8]
- ステレオ画像マッチング
- （ossimを用いた）オルソ補正および地図投影[9]
- 放射分析指標（植生、水域、土壌）[10]
- オブジェクトベースのセグメント化及びフィルタリング
- 主成分分析
- 可視化：プラグイン経由で柔軟に調整が可能

## 言語や他のソフトウェアとの関連性
医療用画像処理ライブラリであるInsight Segmentation and Registration Toolkitに基づいたC++ライブラリである。
他のファイルを結合する機能はPythonとJavaで実装され利用可能であり、公式ブログにてPythonのラッパー使用例詳細を公開している。
利用者の一人は、始めからライブラリ機能を使用する手順の定義にMATLABを使用している。
2009年後半以後有志のボランティアによりQGIS用プラグインとして、分類、セグメント化、陰影処理などいくつかのモジュールが開発されている。
実装アルゴリズムは、Sextanteフレームワークを通じてQGISで利用可能である。

## Monteverdi
何ができるかを実証するために設計された簡単なツールとして、
多くの利用者が実際の処理作業に使用し始めたことから、開発側はより一般的に、強力に、使いやすく改良した。
結果としてラスタ・ベクタデータに対応し、既存機能の大部分を統合した。
アーキテクチャは、パイプラインのストリーミングやマルチスレッド機能を活用している。
名称は「オルフェオ Orfeo」を作曲したフェルディナンド・ベルトーニ由来である。